# Shorea guiso
Shorea guiso är en tvåhjärtbladig växtart som först beskrevs av Francisco Manuel Blanco, och fick sitt nu gällande namn av Carl Ludwig von Blume. Shorea guiso ingår i släktet Shorea och familjen Dipterocarpaceae. Inga underarter finns listade i Catalogue of Life.